# Ашкадарово
Ашкадарово (баш. Ашкаҙар) — деревня в Зилаирском районе Республики Башкортостан Российской Федерации. Входит в состав Сабыровского сельсовета.

## География
Расстояние до:
- районного центра (Зилаир): 45 км,
- центра сельсовета (Сабырово): 10 км,
- ближайшей железнодорожной станции (Сибай): 133 км.

## Население
| 2002 | 2009 | 2010 |
| ---- | ---- | ---- |
| 169  | ↗191 | ↘169 |

Согласно переписи 2002 года, преобладающая национальность — башкиры (98 %).